# Deutsches Schutzwall-Ehrenzeichen

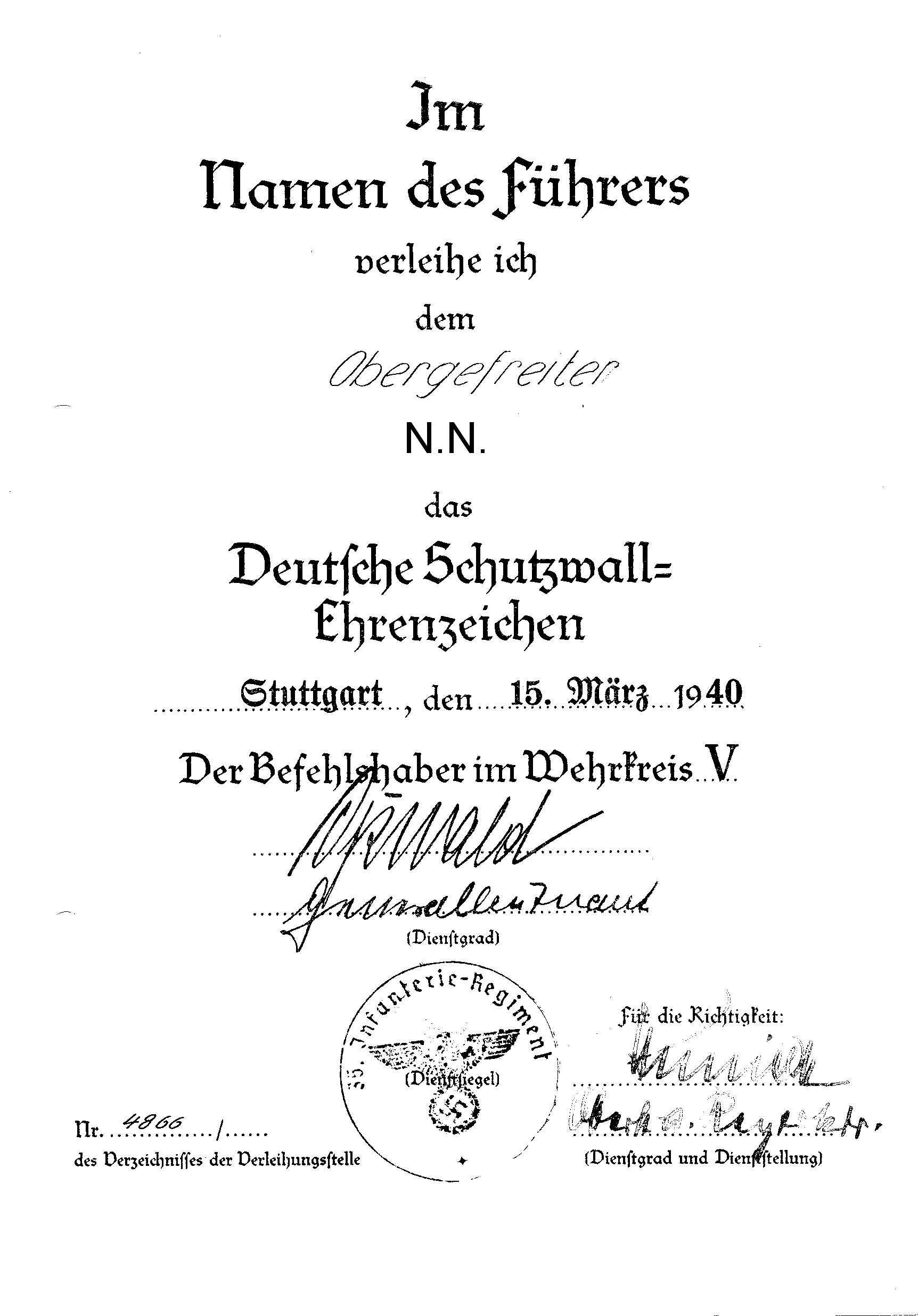
Verleihungsurkunde zum Deutschen Schutzwall-Ehrenzeichen

Das Deutsche Schutzwall-Ehrenzeichen, auch Westwall-Medaille genannt, war eine Auszeichnung aus der Zeit des Nationalsozialismus und wurde am 2. August 1939 von Adolf Hitler gestiftet.

## Aussehen und Trageweise
Das Deutsche Schutzwall-Ehrenzeichen ist eine ovale, bronzene Medaille, deren Vorderseite einen Bunker mit darüber gekreuztem Schwert und Spaten und einen Adler mit Hakenkreuz zeigt. Auf der Rückseite steht in Versalschrift „Für Arbeit zum Schutze Deutschlands“. Es wurde an einem braun-weißen Band auf der linken Brustseite getragen.

## Verleihung
Die Medaille wurde an Personen verliehen, die an der Errichtung deutscher Befestigungsanlagen, wie dem Ostwall oder dem Westwall, mitgearbeitet hatten. Das konnten sowohl Soldaten als auch männliche Angestellte und Arbeiter der Wehrmacht sein. Meist waren es jedoch Mitglieder des Reichsarbeitsdienstes oder der Organisation Todt. Am 23. November 1939, dem Tag der ersten Verleihung, überreichte Hitler den folgenden Personen diese Auszeichnung:
- Fritz Todt
- Erwin von Witzleben
- Karl Kitzinger (in seiner Funktion als Kommandeur der Luftverteidigungszone West)
- Alfred Jacob (in seiner Funktion als Inspekteur der Pioniere und Festungen)
- Konstantin Hierl (in seiner Funktion als Reichsarbeitsführer)
- Robert Ley (in seiner Funktion als Leiter der Deutschen Arbeitsfront)

Am 24. November 1939 verlieh Fritz Todt in Pirmasens die ersten 200 Schutzwall-Ehrenzeichen an 200 Westwallarbeiter.
Das Ehrenzeichen sollte an Personen verliehen werden, die vom 15. Juni 1938 bis 31. März 1939 beim Bau der Befestigungsanlagen eingesetzt waren. Am 13. November 1939 wurde diese Bedingung ergänzt, so dass es auch an Soldaten der Luftwaffe verliehen werden konnte, wenn diese mindestens 10 Wochen beim Bau der Befestigungsanlagen eingesetzt waren. Bis zum 31. Januar 1941 wurde das Schutzwall-Ehrenzeichen 622.064 mal verliehen. Das Ehrenzeichen wurde den Empfängern häufig mit der Post übersandt. Infolge der hohen Verleihungszahlen wurden noch nach dem deutschen Angriff auf die Sowjetunion im Juni 1941 Ehrenzeichen zugestellt. Die Arbeiten am Westwall waren 1940 eingestellt worden.
Der Orden wurde, obwohl eigentlich nicht vorgesehen, auch an Frauen verliehen. Frauen mussten mindestens 15 Wochen direkt beim Bau oder 20 Wochen in einem Büro der Befestigungsanlagen mitgearbeitet haben. Nur Deutsche durften den Orden erhalten.

## Bedeutung
Der Gründer der Organisation Todt, Fritz Todt, behauptete 1939, das Ehrenzeichen könne mit „dem gleichen Recht und dem gleichen Stolz“ wie die militärische Auszeichnung Eisernes Kreuz getragen werden. Die Gleichsetzung der Arbeiten am Westwall mit einer militärischen Leistung findet sich auch im zeitgenössischen Begriff „Frontarbeiter“, der auf den „Frontsoldat“ verwies. Als Funktion der Stiftung des Ehrenzeichens wird die Motivierung der Arbeiter am Westwall vor dem Hintergrund der sich 1939 verschärfenden außenpolitischen Lage genannt.
Angesichts der Massenverleihungen wurde das Ehrenzeichen von den Arbeitern am Westwall geringschätzig als Lehmorden bezeichnet. Einem Bericht des Sicherheitsdienstes des Reichsführers SS (SD) vom Januar 1940 zufolge waren Firmenangebote für sogenannten Westwallschmuck aufgetaucht. Laut SD lehnte die Bevölkerung den Westwallschmuck zum Teil als Kitsch ab; andererseits bestehe unter den Arbeitern am Westwall das Bedürfnis, ein sichtbares Erinnerungsstück zu tragen. Im Februar 1940 wurden nach einer Prüfung durch das Propagandaministerium keine Einwände gegen den Vertrieb eines sogenannten Westwallringes erhoben.

## Wiederaufnahme der Verleihungen 1944

Darstellung der Spange zum Schutzwall-Ehrenzeichen von 1944

Nach der Landung der Alliierten in der Normandie im Juni 1944 wurden die Arbeiten am Westwall wieder aufgenommen. Per Erlass vom 10. Oktober 1944 genehmigte Hitler die neuerliche Verleihung des Schutzwall-Ehrenzeichens für Teilnahme am Bau von Verteidigungsanlagen an West- und Ostgrenze. Auch ausländische Freiwillige konnten nun mit den Orden ausgezeichnet werden.
Personen, welche das Schutzwall-Ehrenzeichen bereits im Jahr 1939 verliehen worden war, sollten eine „Spange zum Schutzwall-Ehrenzeichen“ erhalten. Ob die Spange jemals hergestellt oder verliehen wurde, ist nicht sicher bekannt. Nach einer anderen Quelle wurde Reichsarbeitsführer Konstantin Hierl und einige seiner Mitarbeiter Ende 1944 mit der Spange ausgezeichnet. Martin Bormann, als Leiter der Partei-Kanzlei, verlautbarte per Rundschreiben am 10. Oktober 1944, dass bei Verleihung der Spange Schutzwall-Ehrenzeichens erstmal nur das Ordensband und die Verleihungsurkunde an Beliehenen ausgehändigt werden sollten.

## Sonstiges
In der Bundesrepublik Deutschland darf das Schutzwall-Ehrenzeichen nicht getragen werden (§ 6 Abs. 2 des Ordensgesetzes).